# Bánffy János (főispán)
Losonczi báró Bánffy János (Fugad, 1810. szeptember 17. – Beresztelke, 1873. december 8.), főispán, országgyűlési képviselő.

## Pályafutása
1830-ban id. Szász Károly tanár vezetése alatt végezte a jogot, majd külföldre ment, beutazta Svájcot, Németországot és Franciaországot. Az 1834-es erdélyi országgyűlésen mint székvárosának szabadelvű követe részt vett az alkotmányos ellenzék harcaiban. Az 1848. erdélyi országgyűlésen újra megjelent, és az unió kimondása után Küküllő vármegye főispánjává nevezték ki. A szabadságharc után visszalépett a magánéletbe, beresztelki házába és a gazdaságnak élt. 1854. február 26-án  részt vett az országos magyar gazdasági egyesület újjáalakításában és annak választmányi tagja lett.
1865-ben újra bekapcsolódott a politikai életbe a Deák Párt színeiben, majd 1869-ben Torda vármegye felső kerületének ellenzékéhez intézett és nyomtatásban is megjelent nyilatkozatában fejtette ki programját, ami alapján újfent megválasztották. A ciklus végén, 1872-ben rossz látása és hallása visszavonulásra kényszerítette a közügyektől, ami után alig másfél évvel, 1873. december 8-án beresztelki otthonában utol is érte a halál.

## Családja
Bánffy Ferenc és Zeyk Zsuzsanna fia volt.
1834-ben feleségül vette Wesselényi Jozefát. 11 gyermekük született, akik közül azonban csak hatan érték meg a felnőttkort:
- Bánffy Polixéna (1825–1916)
- Bánffy Mária
- Bánffy Zoltán (1841–1892, Wass Albert nagyapja)
- Bánffy Jozefa (1843–1893, Bánffy Dániel nagyanyja)
- Bánffy Endre (1847–1874)
- Bánffy Ráchel (1859–1936, Wass Albert nagyanyja)[3]

## Munkái
- Rövid útmutatás egy húsz hold területű váltógazdaság berendezésére. Kolozsvár, 1859. (2. kiadás. Uo. 1860.)
- Bár a kertem nagyobb volna! Néhány szó a tagosításról. Kolozsvár, 1866. (2 bőv. kiadás. Uo. 1867.)